# NGC 1406
NGC 1406 је спирална галаксија у сазвежђу Пећ која се налази на NGC листи објеката дубоког неба.
Деклинација објекта је - 31° 19' 20" а ректасцензија 3h 39m 23,0s. Привидна величина (магнитуда) објекта NGC 1406 износи 11,7 а фотографска магнитуда 12,5. Налази се на удаљености од 17,594 милиона парсека од Сунца. NGC 1406 је још познат и под ознакама ESO 418-15, MCG -5-9-20, UGCA 83, AM 0337-312, IRAS 03373-3129, PGC 13458.